# Čilimka

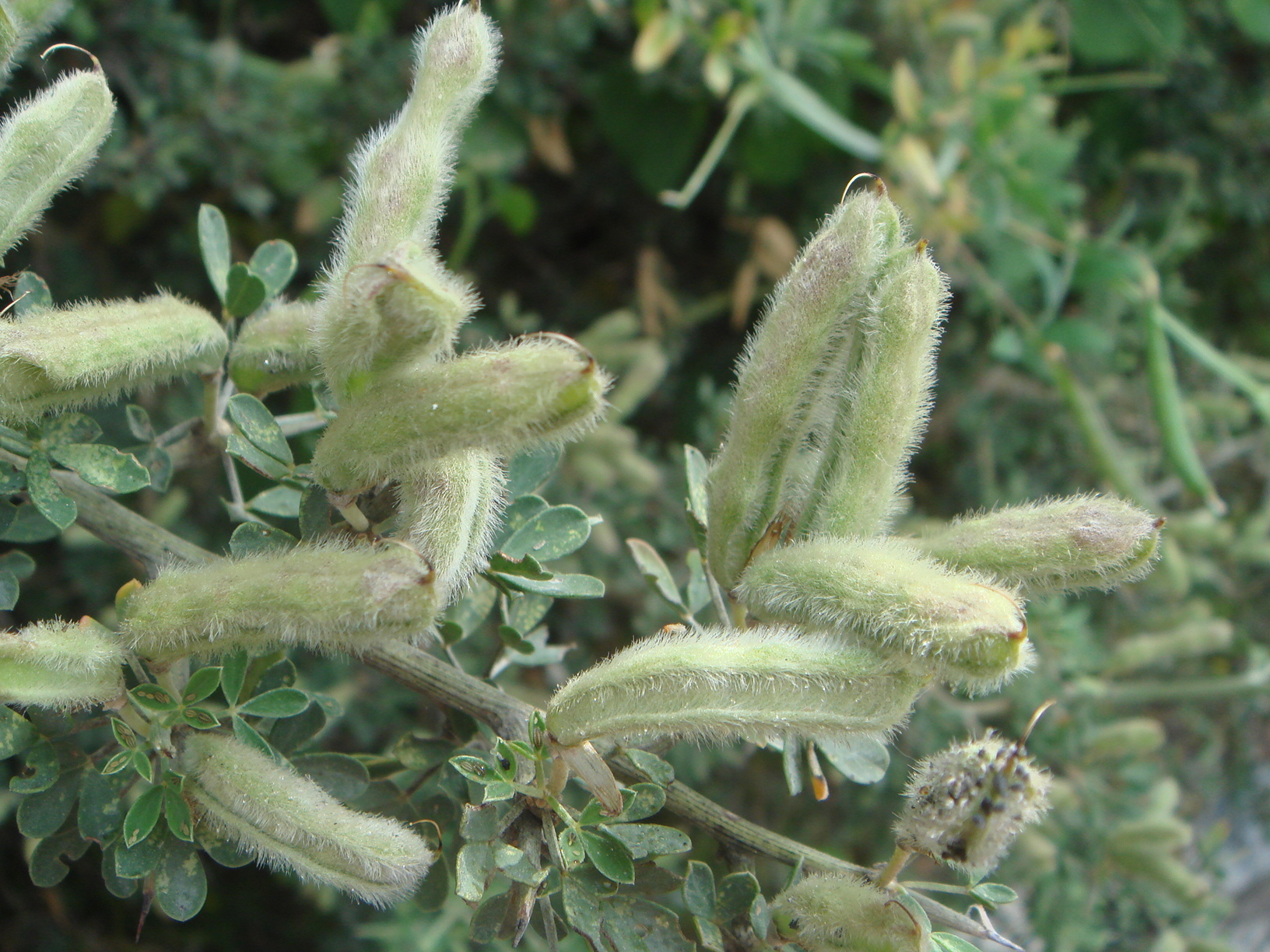
Plody čilimky Calicotome villosa

Čilimka (Calicotome, syn. Calycotome) je rod rostlin z čeledi bobovité. Čilimky jsou trnité nevysoké keře s trojčetnými listy a žlutými květy, rostoucí v počtu pěti druhů v zemích kolem Středozemního moře. Jejich ekonomický význam je okrajový.

## Popis
Čilimky jsou nevysoké opadavé (výjimečně stálezelené) trnité keře s trojčetnými řapíkatými listy složenými z drobných přisedlých lístků. Květy jsou žluté, motýlovité, jednotlivé nebo v úžlabních svazečcích. Kalich je kuželovitý, zakončený pěti zuby. Pavéza je vzpřímená, vejčitá, delší než křídla a člunek. Křídla jsou podlouhle obvejčitá, člunek je tupý a zahnutý. Tyčinky jsou jednobratré. Semeník je přisedlý, s mnoha vajíčky a zahnutou čnělkou nesoucí hlavatou bliznu. Lusky jsou podlouhlé, úzké a zploštělé, ztlustlé nebo křídlaté, pukavé. Obsahují několik semen, která nejsou oddělena přehrádkami.

## Rozšíření
Rod čilimka zahrnuje 4 až 5 druhů. Je rozšířen v zemích okolo Středozemního moře včetně severní Afriky. Druh C. villosa je rozšířen téměř v celé jižní Evropě a v severní Africe a zasahuje i do jihozápadní Asie. C. spinosa se vyskytuje v západní polovině Středomoří a v Alžírsku. C. rigida je endemitem Libye.
Čilimky rostou ponejvíce jako součást stálezelené středomořské keřovité vegetace (makchie) na suchých a skalnatých místech. Čilimka C. spinosa zdomácněla i na Novém Zélandu.

## Přehled druhů
- Calicotome infesta – Itálie, Sicílie, Balkán, severní Afrika
- Calicotome ligustica (syn. C. spinosa var. ligustica) – Španělsko a severní Afrika
- Calicotome rigida – Libye
- Calicotome spinosa – západní Středomoří
- Calicotome villosa – téměř celé Středomoří.[3]

## Význam
Význam čilimek je okrajový. Calicotome villosa dominuje na narušených místech v Izraeli a tvoří mezistupeň vývoje k přirozené stromovité vegetaci.
Čilimka Calicotome spinosa je uváděna ze sbírek Pražské botanické zahrady v Tróji.